# 巴伐利亞的希爾德加德
巴伐利亞的希爾德加德（德語：Hildegard von Bayern，1825年6月10日—1864年4月2日），泰申公爵夫人，巴伐利亞國王路德維希一世的女兒。

## 家庭
1844年，希爾德加德與泰申公爵卡爾大公的長子阿爾布雷希特結婚，兩人共有1子2女：
1. 瑪麗亞·特蕾莎（1845年—1927年）
2. 卡爾（1847年—1848年），夭折
3. 瑪蒂爾德（英语：Archduchess Mathilda of Austria）（1849年—1867年），早逝